# Morelia viridis
La pitón arborícola verde (Morelia viridis) es una especie de pitón de la familia Pythonidae. Se distribuye por el extremo norte de Australia, Papúa Nueva Guinea y las Islas Salomón.

## Descripción

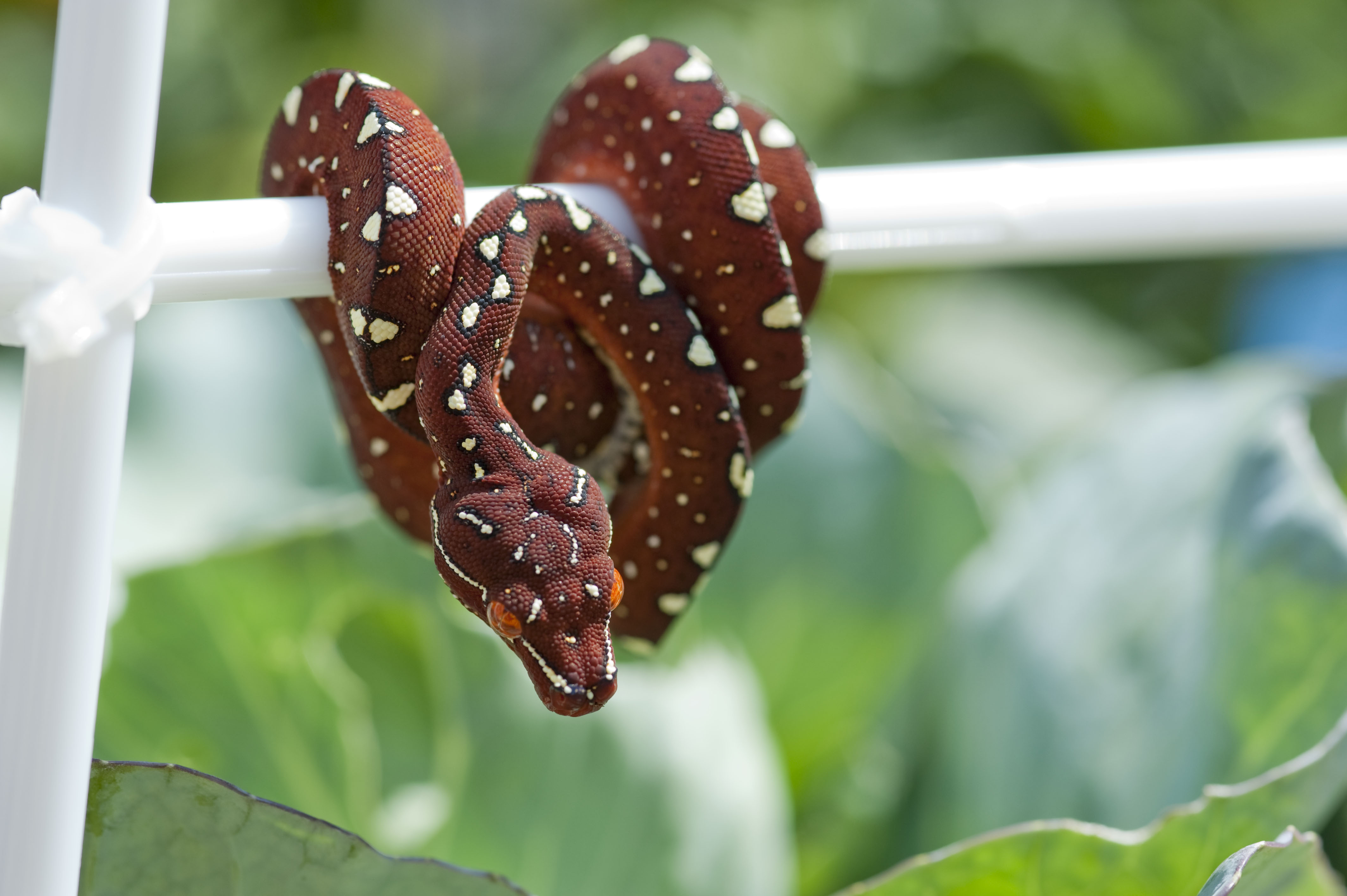
Neonato.

Tiene una longitud de alrededor de 1,8-2,4 metros, es de hábitos arborícolas, principal se encuentra en bosques, matorrales, arbustos y árboles. Tiene un color verde brillante (los jóvenes normalmente de un color amarillo canario brillante o rojos ladrillo, aunque este color es menos abundante) y una cola prensil adaptada a la sujeción en los árboles. La punta de la cola es de color negruzco y muy delgada, la cual es utilizada para atraer a sus presas, haciendo movimientos semejantes a los de un gusano. Habitualmente se la encuentra enrollada en las ramas, postura usada tanto para descansar como para cazar, al dejar la cabeza colgando con una gran cantidad de fosetas termorreceptoras alrededor de la boca, este rasgo es compartido con la boa esmeralda Corallus caninus de América del Sur. Este hábito, junto con su apariencia, ha causado que la gente confunda las dos especies cuando se ve fuera de su hábitat natural (Un dato para diferenciar, puede ser la ubicación de los pozos de calor alrededor de la boca. La mayor amenaza para la especie es la destrucción del hábitat debido a la tala de los bosques. Tiene los dientes hacia dentro para tener mejor agarre sobre su presa y que esta no pueda escaparse. Así es más fácil cazar a la presa.

## Alimentación
La dieta consiste principalmente de pequeños mamíferos, como roedores, y algunas veces otros reptiles. Se pensaba que esta serpiente, como la Boa esmeralda de árbol, comía aves. Sin embargo, Switak realizó trabajos de campo sobre este tema y en el examen de los contenidos del estómago de más de 1000 animales, no se encontró ninguna evidencia de las presas aviares. También puede a llegar a comer insectos.

## Reproducción
La pitón verde arborícola es ovípara (pone de 6 a 30 huevos en los huecos de los árboles o entre las plantas epífitas), ponen sus huevos aproximadamente 40 días después de la ovulación con el período de tiempo de subir a una semana más, cuando los animales se mantienen en un ambiente más fresco. Las crias al nacer pueden ser de color amarillo, rojo o marrones, en un periodo de medio año estas se vuelven de color verde. cuando salen del huevo son muy vulnerables a casi todo por eso la madre las protege.

## Cautividad
Actualmente se necesita cumplir con algunos requisitos para poder tener uno de estos animales en cautiverio. Los individuos capturados salvajes suelen llevar parásitos, y rara vez son domesticados, aunque la mayoría de los individuos criados en cautiverio son muy dóciles. Fue con el desarrollo de la incubación artificial de esta especie que se hizo más disponible en cautiverio. El método más común utilizado fue desarrollado por Robert Worrell a mediados de 1990. Simplemente implicó el uso de una proporción de 50/50 de vermiculita con el agua y sólo usando un enfriador de bebidas para una incubadora. Esto, combinado con el enfoque en la colocación de embriones permitió una tasa de eclosión mucho más alta para esta especie en cautividad.